# Oljekål
Oljekål eller oljekrambe (Crambe hispanica) är en växtart som beskrevs av Carl von Linné. Den tillhör släktet krambar och familjen korsblommiga växter. Oljekålen är ettårig och förekommer mellan Medelhavsområdet och Iran. Arten kan tillfälligt påträffas förvildad i Sverige, men reproducerar sig inte.

## Underarter
Arten delas in i följande underarter:
- C. h. abyssinica
- C. h. glabrata
- C. h. hispanica